# Økonomisk Fokus
Økonomisk Fokus var et dansk tidskrift, der blev udgivet fra 2004 til 2009. Tidskriftet rettede sig mod offentlige ledere med økonomisk ansvar.